# Parc national de Kibale
Le parc national de Kibale est un parc national d'Ouganda situé dans l'Ouest du pays. Il vise à protéger 776 km2 de forêt tropicale humide entre 1 100 et 1 600 mètres d'altitude.

## Faune et flore

### Faune
Ce parc national est très célèbre pour ses chimpanzés. Il y a environ 1500 chimpanzés communs aux poils longs Pan troglodytes schweinfurthii. Ces primates ont développé une pharmacopée naturelle : ils mangent des feuilles amères de Trichilia rubescens aux molécules antipaludiques ; des feuilles d'Aneilema aequinoctiale hérissées de poils qu'ils veillent à ne pas mâcher pour débarrasser leurs intestins des vers ; des feuilles de Diospyros abissinica aux molécules actives anticancéreuses mais aussi anti-inflammatoires ; de la rubia cordifolia, un excellent antiparasitaire ; de l'écorce d'albizia grandibracteata pour soigner les troubles digestifs etc. Mais certains de ces chimpanzés souffrent d’étranges malformations de la face et des troubles de la reproduction. La primatologue Sabrina Krief et son équipe soupçonnent les pesticides d'être à l'origine de ces malformations congénitales,. Et récemment, en 2023, une étude dans le parc national de Kibale a révélé pour la première fois la présence de femelles ménopausées dans un groupe de chimpanzés sauvages.

Chimpanzés aux poils longs de Schweinfurth
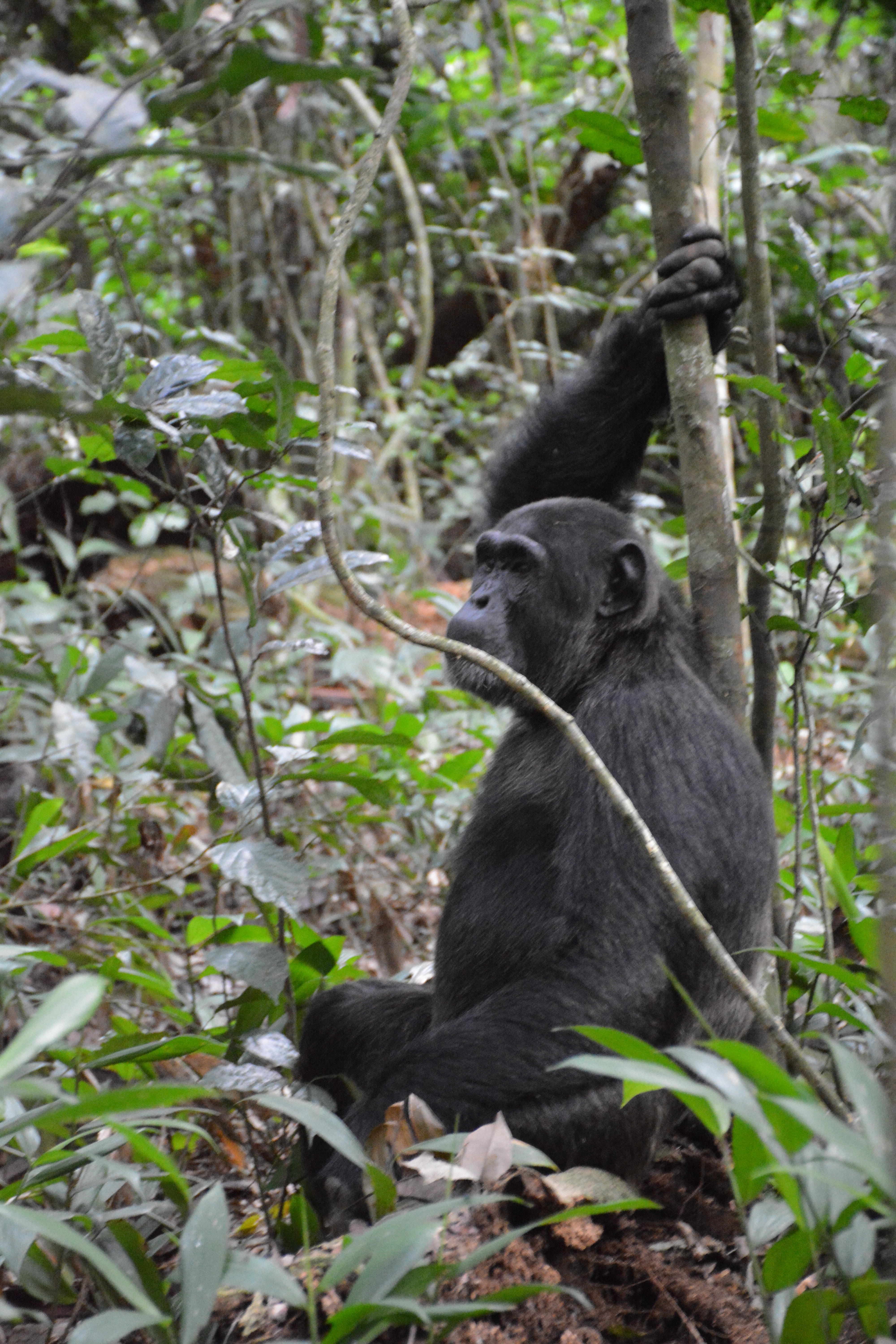
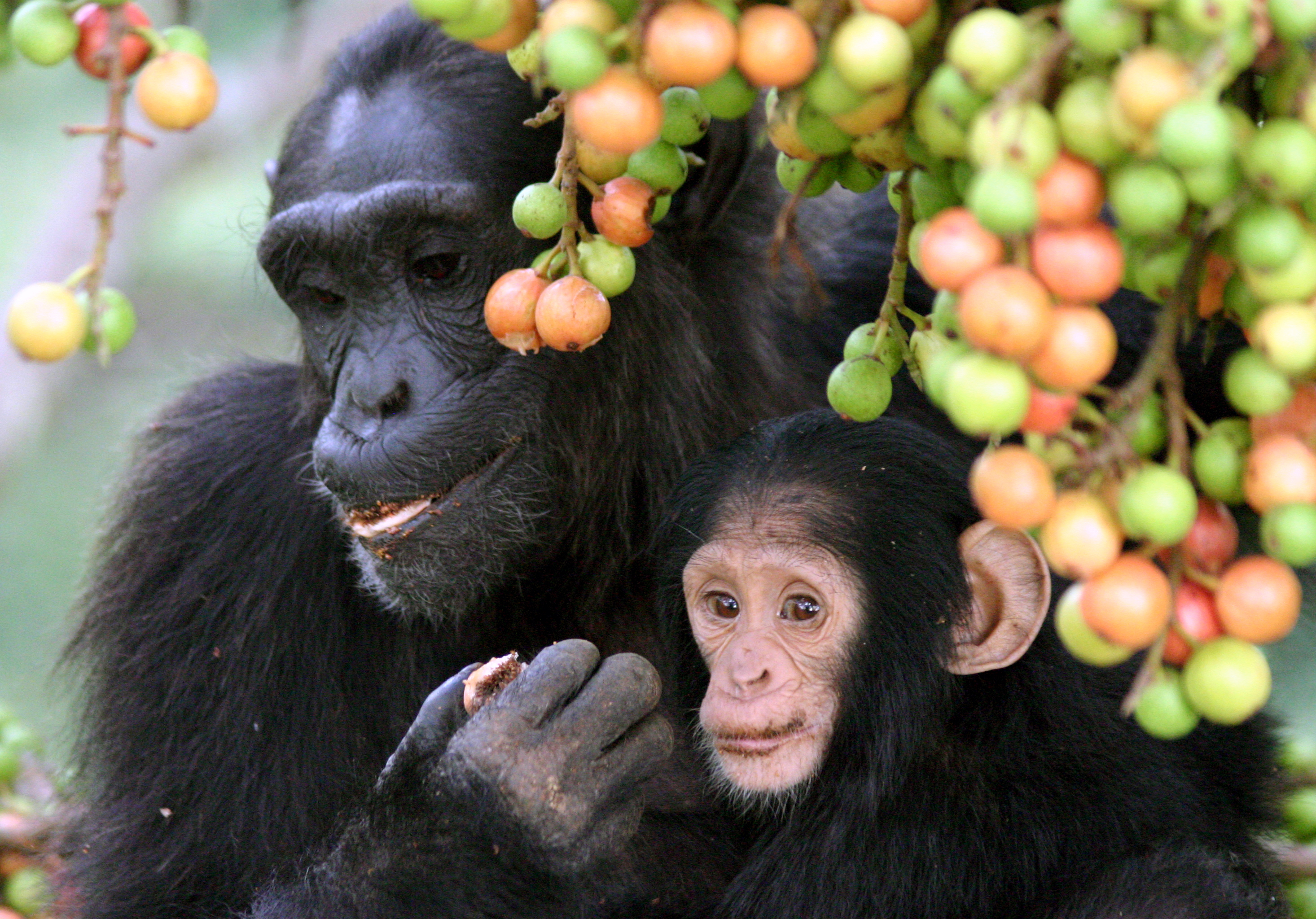
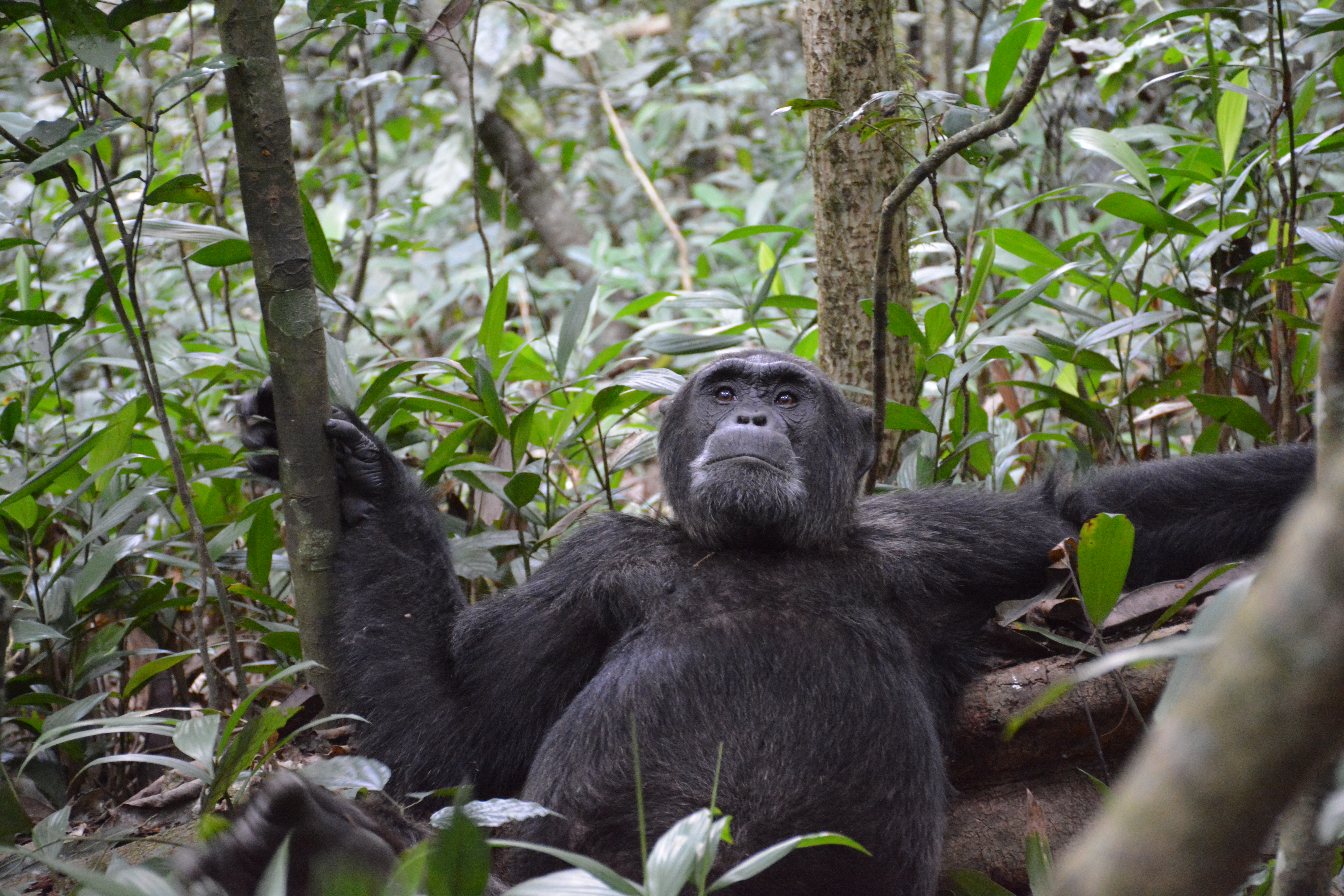
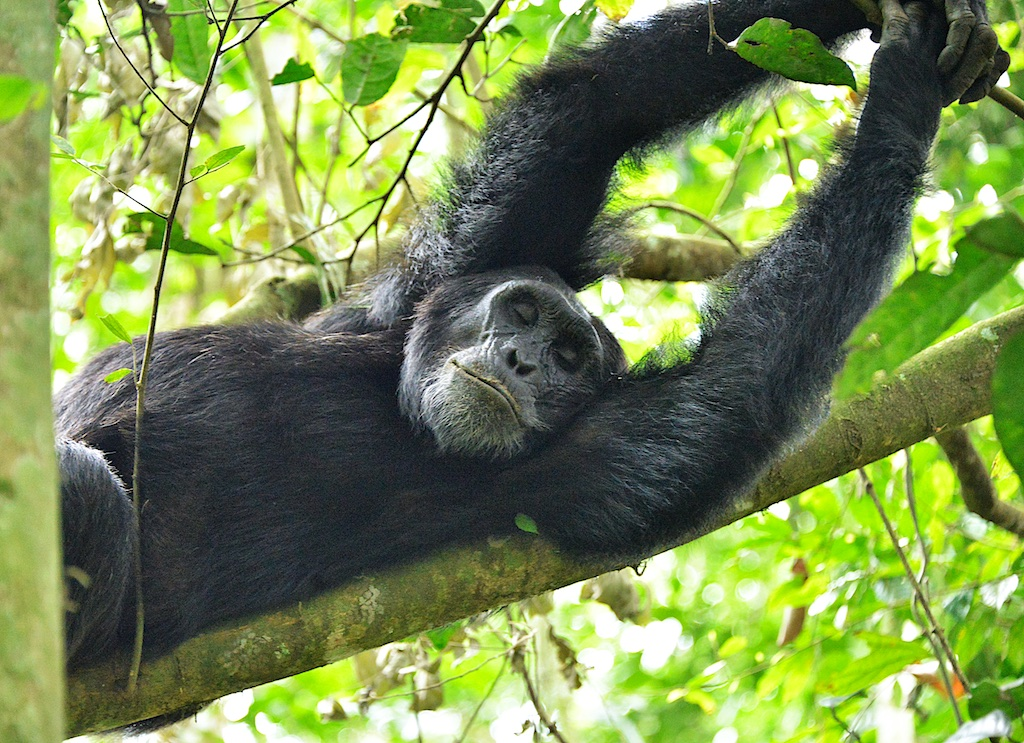
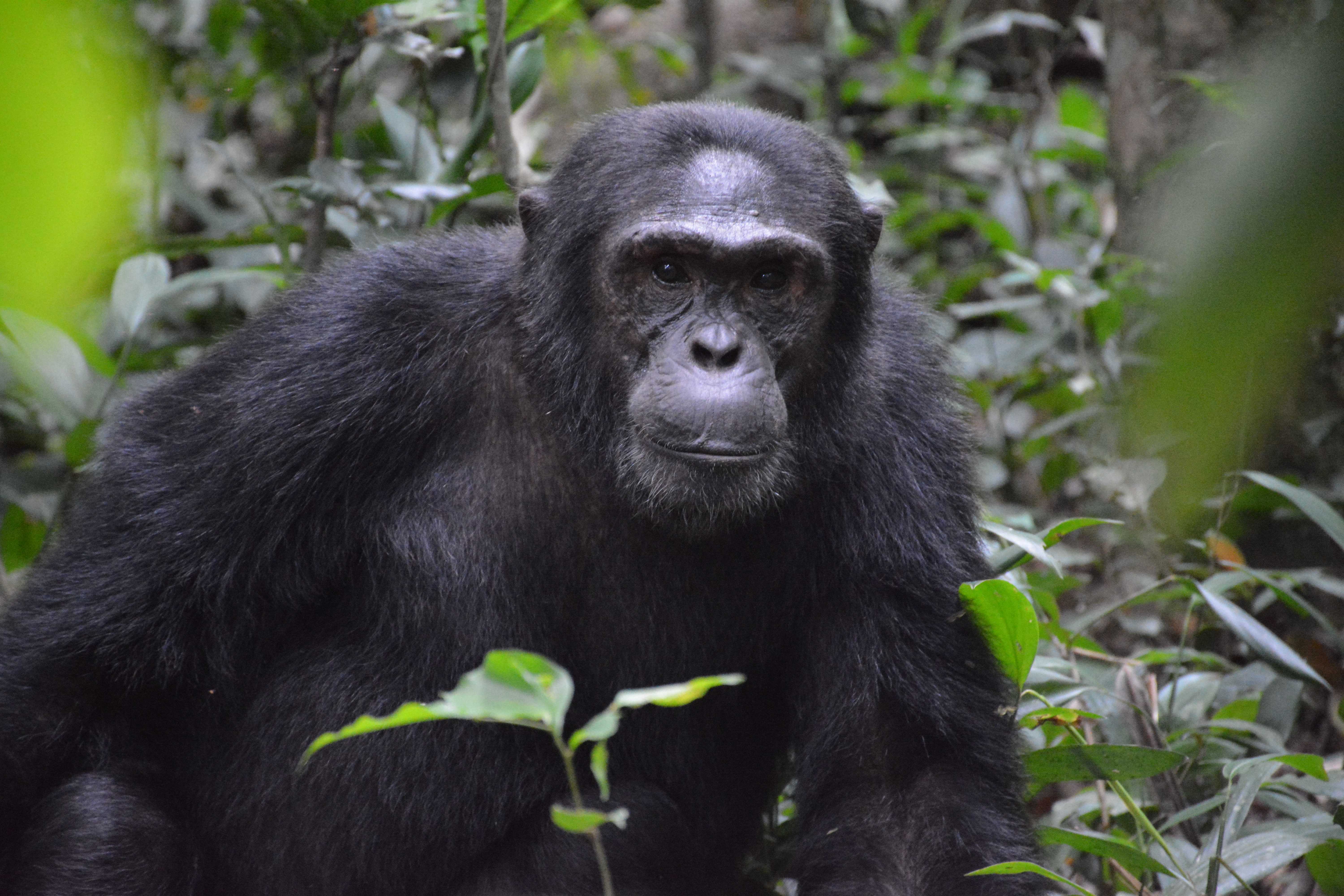

On peut aussi observer dans ce parc national douze autres espèces de primates : cercocébe aux joues grises, lophocebus ugandae, piliocolobus tephrosceles, cercopithèque de l'Hœst, colobe noir et blanc ou guéréza colobus guereza, singe bleu, cercopithèque ascagne, procolobus badius ...

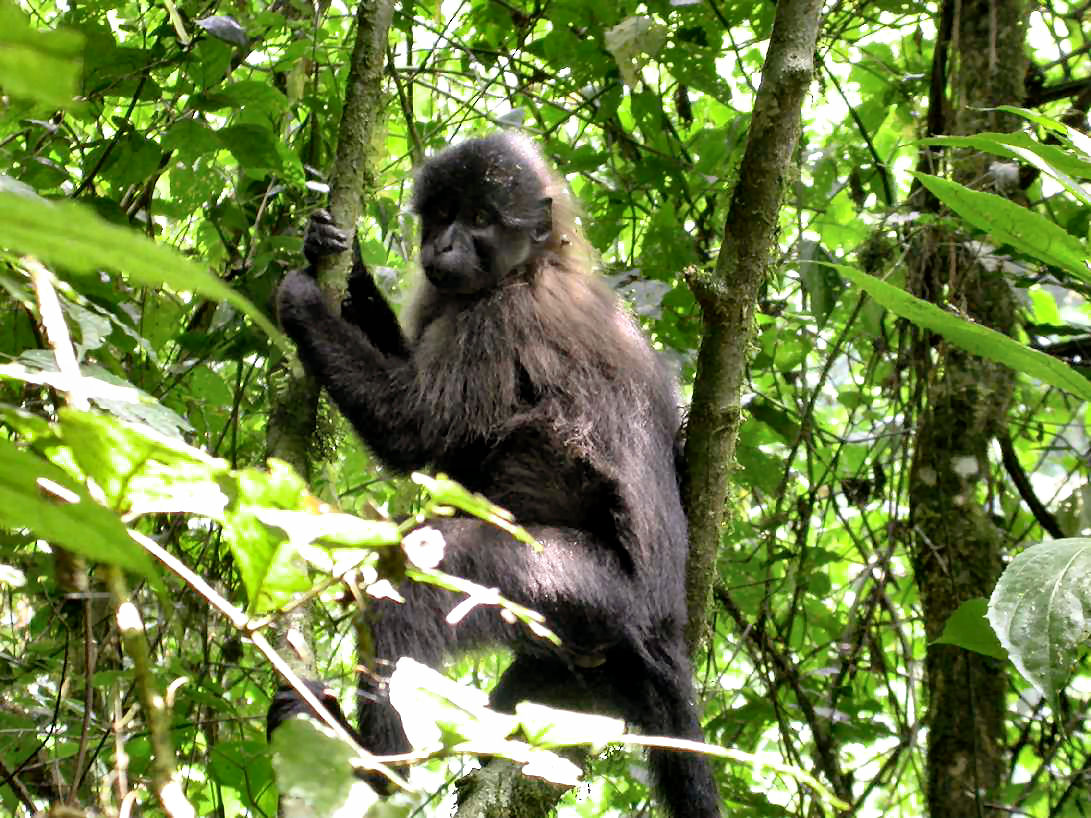
Cercocèbe aux joues grises
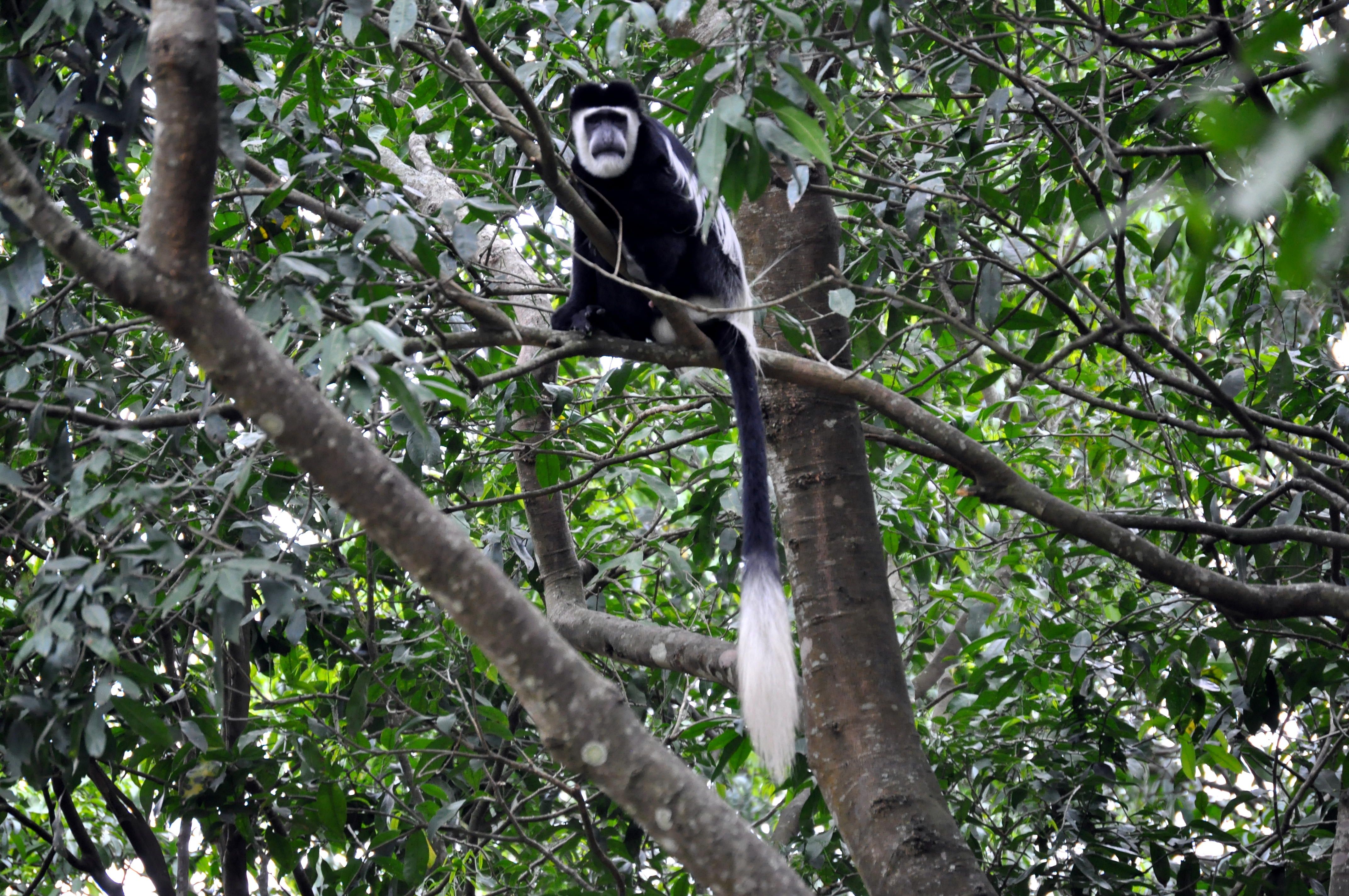
Colobe noir et blanc (ou guéréza)
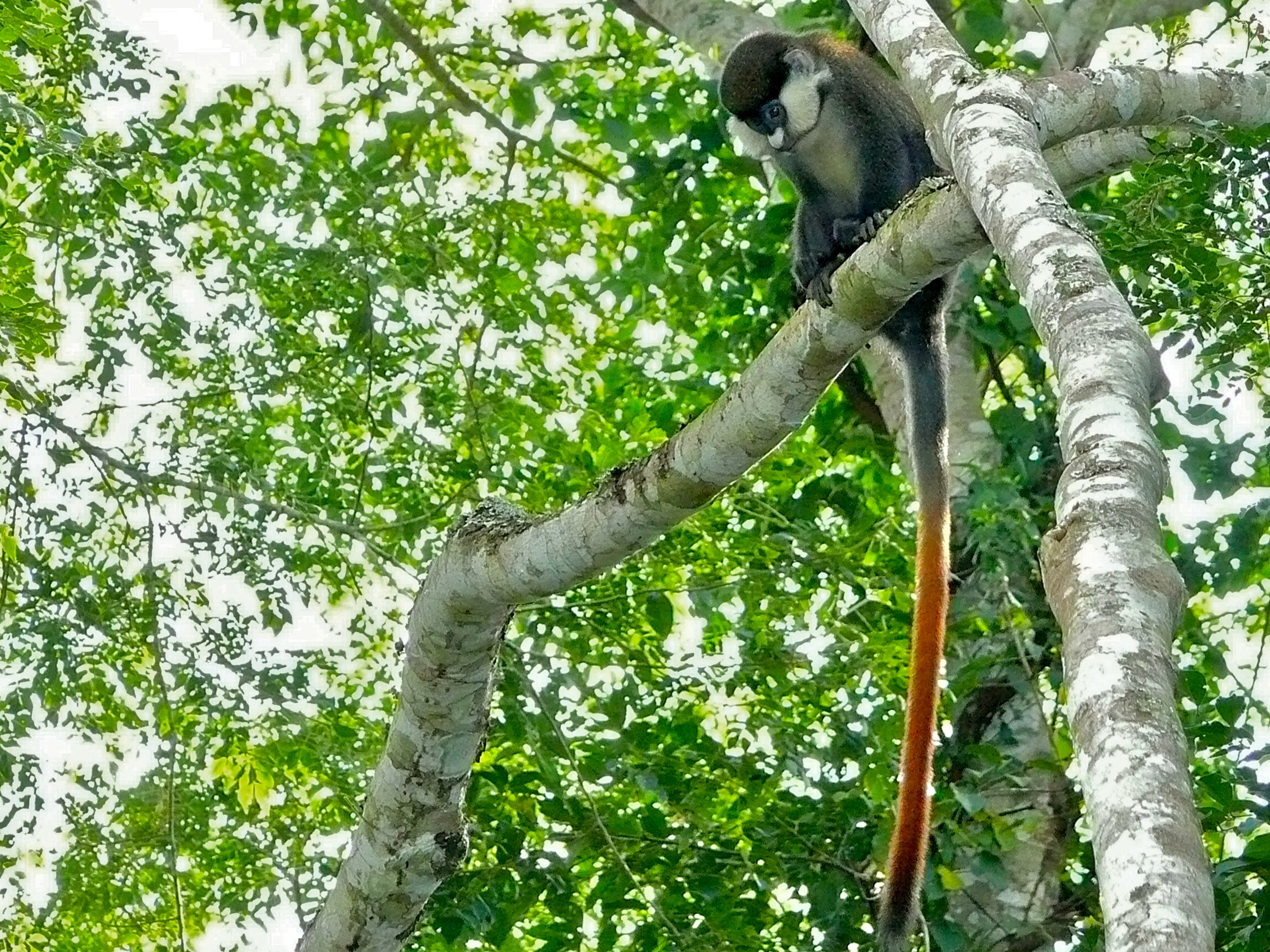
Cercopithèque ascagne
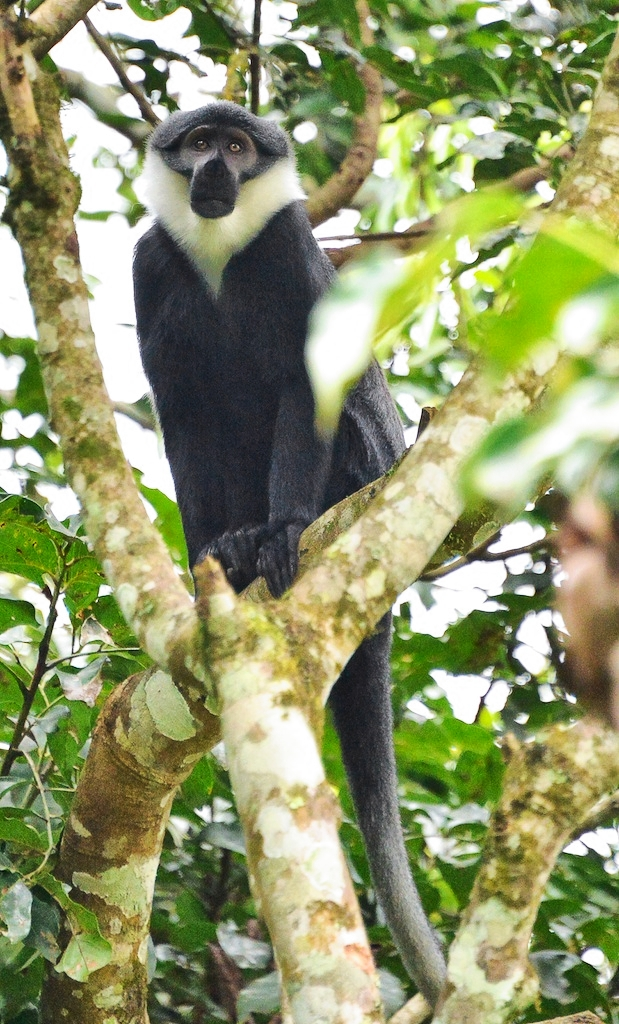
Cercopithèque de l'Hœst
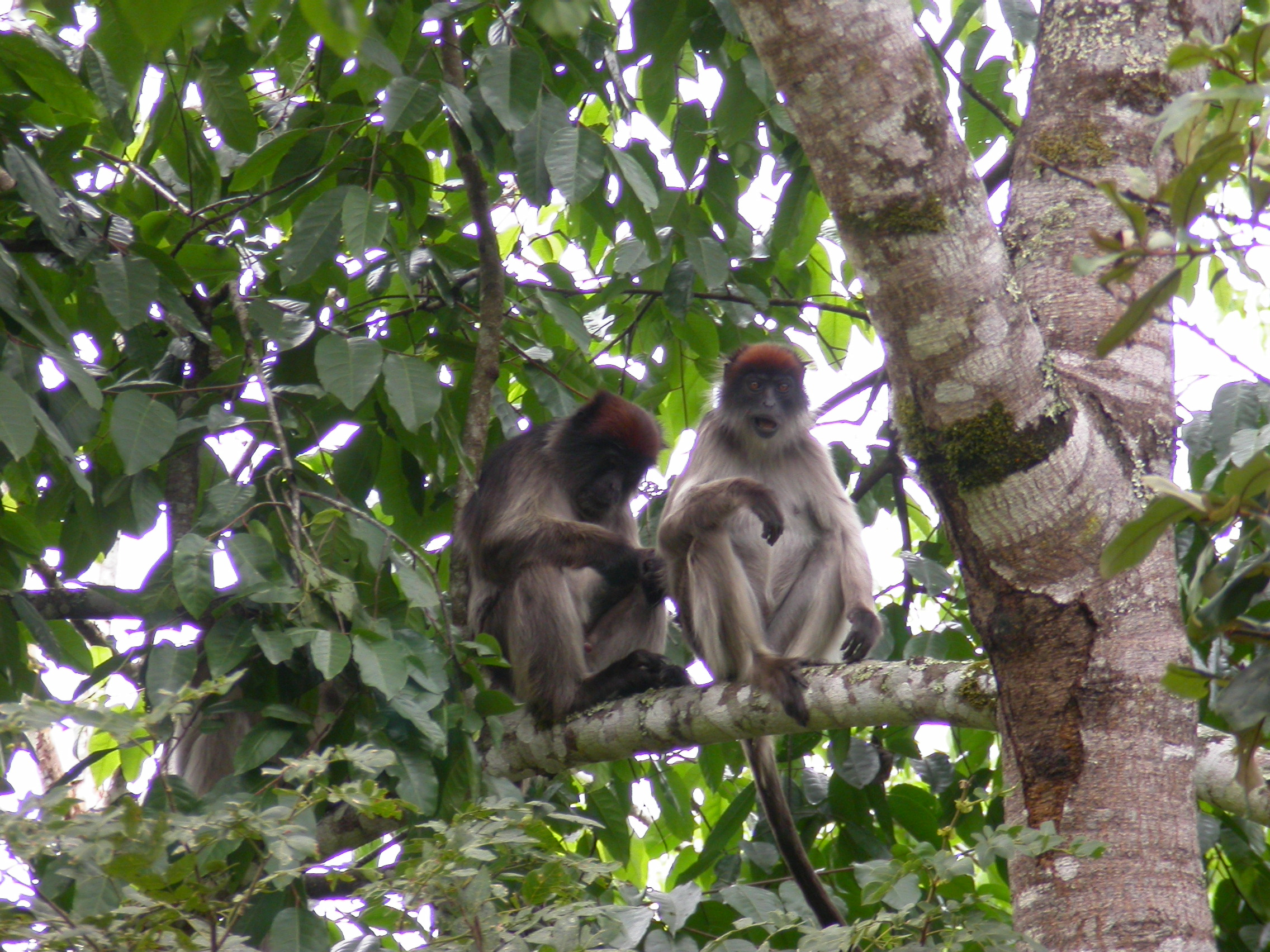
Piliocolobus tephrosceles
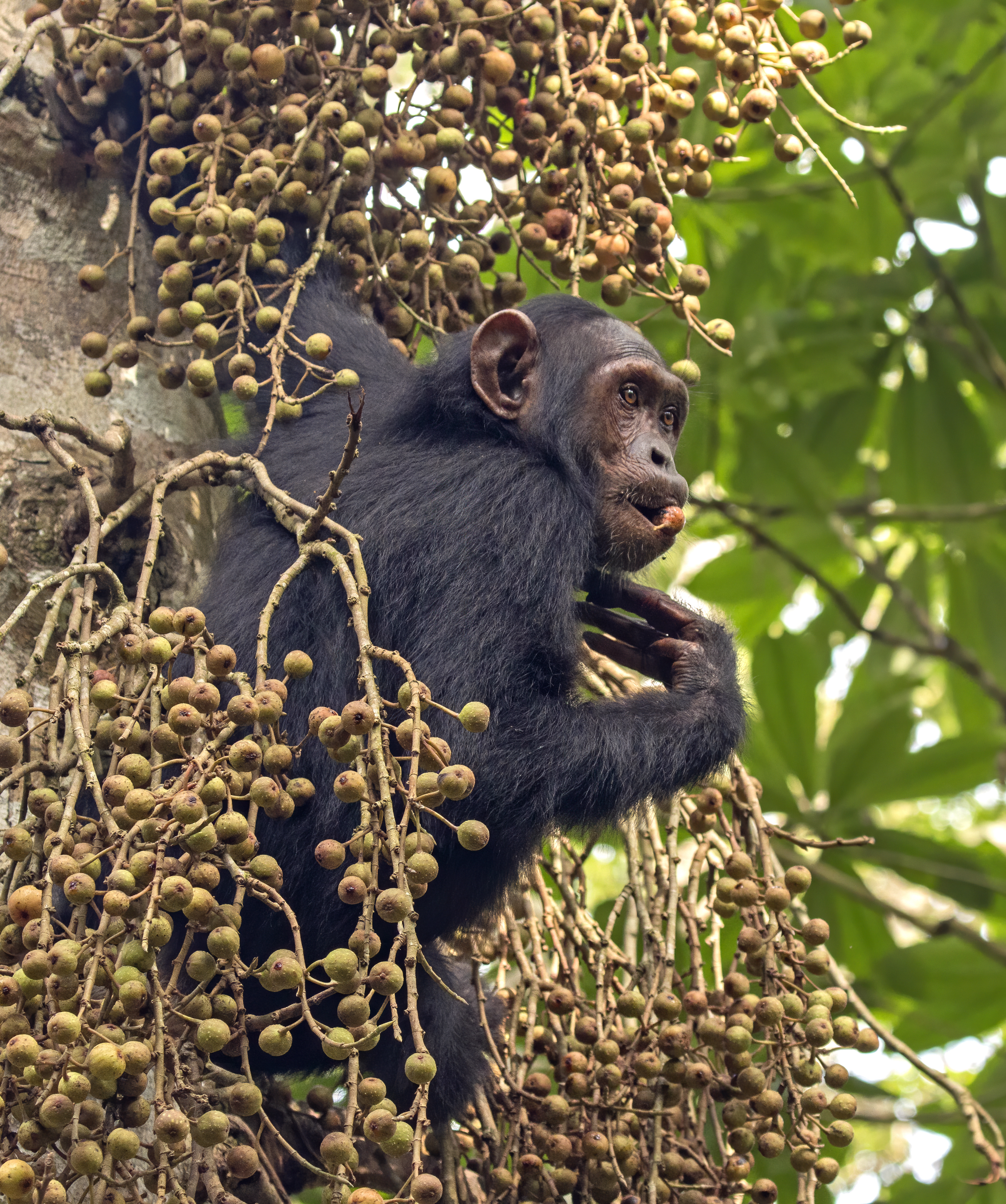
Chimpanzé Pan troglodytes schweinfurthii se nourrissant de figues sur un ficus
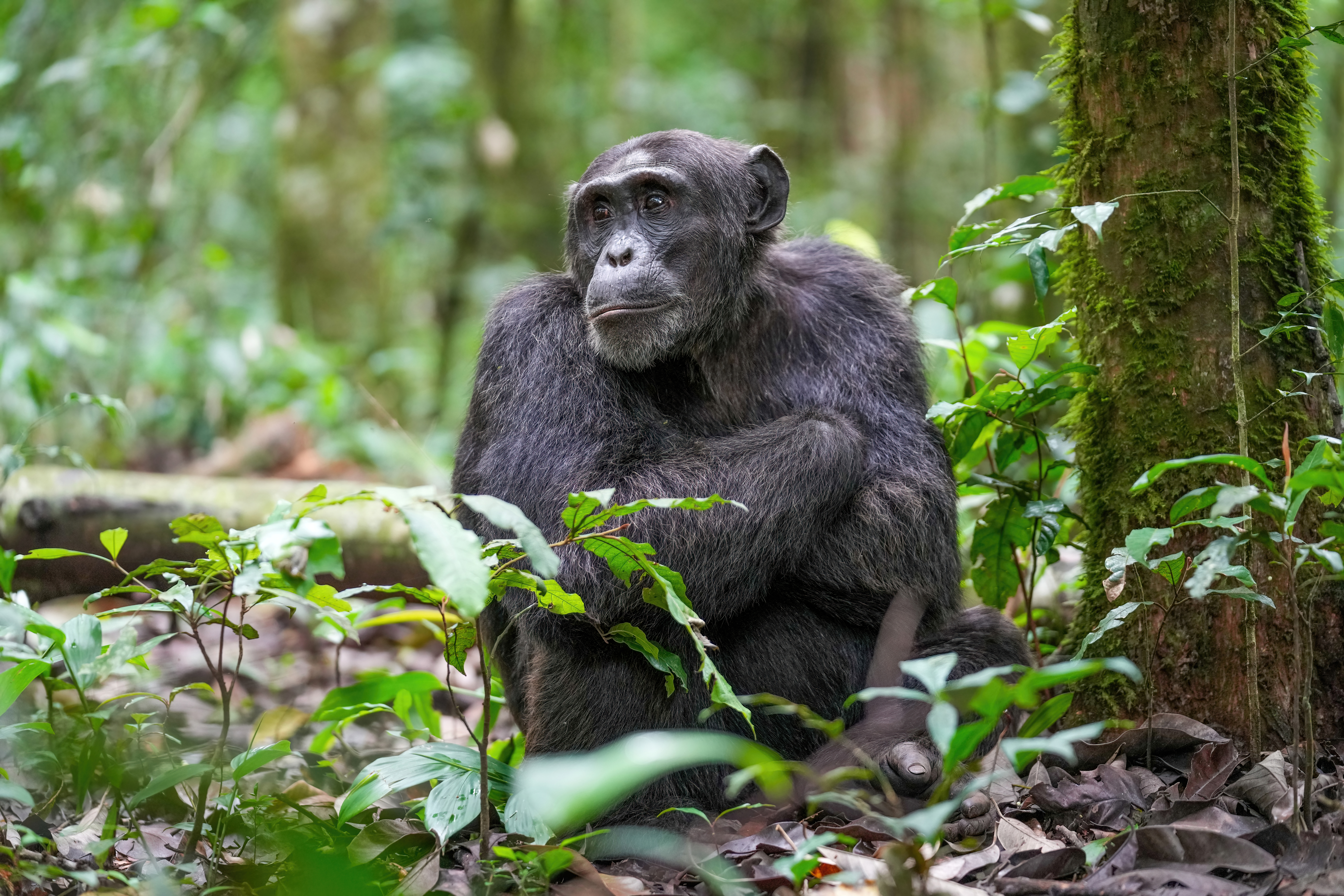
Un pan troglodytes mâle alpha (voir Hiérarchie de dominance) dans le parc national. Décembre 2022.

Outre les primates, il y a environ 60 espèces de mammifères : 
- des herbivores : éléphant de forêt d'Afrique ; céphalophe du Natal et céphalophe bleu ; guib harnaché et sitatunga ; buffle d'Afrique...
- des porcins : potamochère du Cap, hylochère, phacochère ...
- des carnivores : léopard d'Afrique, chat doré africain, serval, lion etc.

On peut de plus observer plus de 335 espèces d'oiseaux.
Sans compter les innombrables insectes ...

### Flore
On dénombre 229 espèces de végétaux dont des herbes pollia condensata et palisota schweinfurthii.

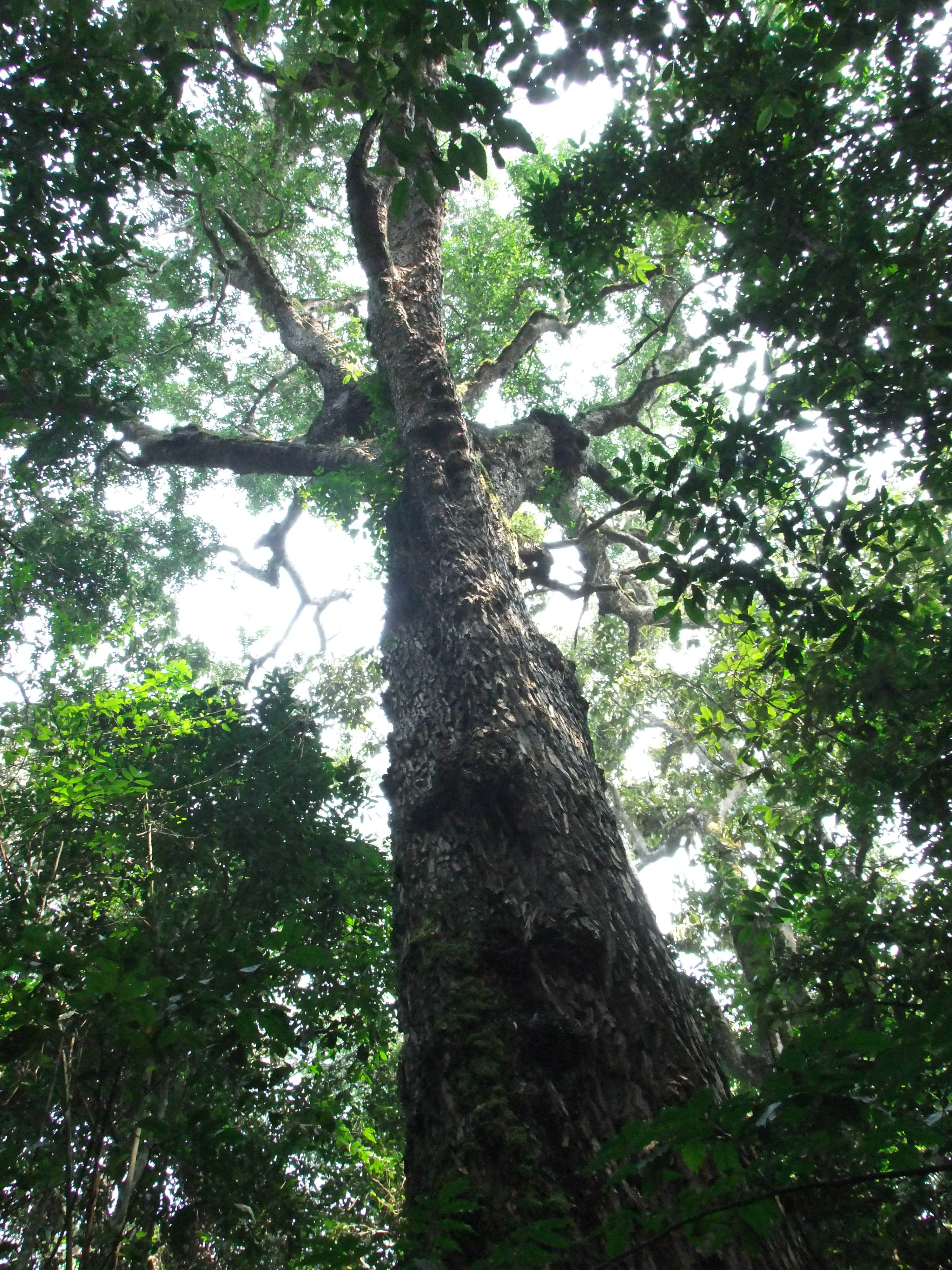